# Nectria bicolor
Nectria bicolor är en svampart som beskrevs av Berk. & Broome 1873. Nectria bicolor ingår i släktet Nectria och familjen Nectriaceae.   Inga underarter finns listade i Catalogue of Life.